# Dixième circonscription du Rhône
La dixième circonscription du Rhône est l'une des 14 circonscriptions législatives françaises que compte le département du Rhône (69) situé en région Auvergne-Rhône-Alpes.

## Description géographique et démographique

### De 1958 à 1986
Le département avait dix circonscriptions. En 1973, trois nouvelles ont été ajoutées.
La dixième circonscription du Rhône était composée de :
- canton d'Anse
- canton de Beaujeu
- canton de Belleville-sur-Saône
- canton de Monsols
- canton de Villefranche-sur-Saône

Source : Journal Officiel du 14-15 Octobre 1958.

### Depuis 1988
La dixième circonscription du Rhône est délimitée par le découpage électoral de la loi no 86-1197 du 24 novembre 1986, modifiée par l'ordonnance no 2009-235 du 29 juillet 2009, elle regroupe les divisions administratives suivantes : 
- Canton de Saint-Genis-Laval
- Canton de Saint-Laurent-de-Chamousset
- Canton de Saint-Symphorien-sur-Coise
- Canton de Vaugneray[2].

D'après le recensement général de la population en 1999, réalisé par l'Institut national de la statistique et des études économiques (Insee), la population totale de cette circonscription était estimée à 116 112 habitants,.

## Historique des députations
| Législature | Début de mandat | Fin de mandat  | Député                 | Parti politique | Observations                                                                           |
| ----------- | --------------- | -------------- | ---------------------- | --------------- | -------------------------------------------------------------------------------------- |
| IXe         | 23 juin 1988    | 1er avril 1993 | Jean Besson            | RPR             |                                                                                        |
| Xe          | 2 avril 1993    | 21 avril 1997  | Jean Besson,           | RPR,            | Mandat écourté à la suite d'une dissolution parlementaire décidée par Jacques Chirac.  |
| XIe         | 12 juin 1997    | 18 juin 2002   | Jean Besson            | RPR             |                                                                                        |
| XIIe        | 19 juin 2002    | 24 juin 2003   | Jean Besson,           | UMP,            | Démission le 24 juin 2003, remplacé par son suppléant                                  |
| XIIe        | 24 juin 2003    | 19 juin 2007   | Christophe Guilloteau, | UMP,            | Démission le 24 juin 2003, remplacé par son suppléant                                  |
| XIIIe       | 20 juin 2007    | 19 juin 2012   | Christophe Guilloteau  | UMP             |                                                                                        |
| XIVe        | 20 juin 2012    | 20 juin 2017   | Christophe Guilloteau  | UMP puis LR     |                                                                                        |
| XVe         | 21 juin 2017    | 21 juin 2022   | Thomas Gassilloud      | LREM            |                                                                                        |
| XVIe        | 22 juin 2022    | 9 juin 2024    | Thomas Gassilloud      | ENS             | Mandat écourté à la suite d'une dissolution parlementaire décidée par Emmanuel Macron. |

## Historique des élections

### Élections de 1958
| Candidat       | Candidat           | Parti          | Premier tour | Premier tour | Second tour | Second tour |  |
| Candidat       | Candidat           | Parti          | Voix         | %            | Voix        | %           |  |
| -------------- | ------------------ | -------------- | ------------ | ------------ | ----------- | ----------- |  |
|                | Charles Germain    | Modérés        | 8 403        | 27,19        | 10 449      | 33,55       |  |
|                | Louis Bréchard élu | CNIP           | 8 289        | 26,82        | 11 234      | 36,07       |  |
|                | Georges Chuitel    | PCF            | 4 248        | 13,75        | 4 273       | 13,72       |  |
|                | Joseph Rosselli    | Radsoc         | 4 242        | 13,73        | 5 187       | 16,66       |  |
|                | André Dubois       | SFIO           | 3 862        | 12,5         | Retrait     | Retrait     |  |
|                | Joseph Vignal      | UFF            | 1 861        | 6,02         | Retrait     | Retrait     |  |
|                |                    |                |              |              |             |             |  |
| Inscrits       | Inscrits           | Inscrits       | 45 732       | 100,00       | 45 653      | 100,00      |  |
| Abstentions    | Abstentions        | Abstentions    | 14 146       | 30,93        | 13 914      | 30,48       |  |
| Votants        | Votants            | Votants        | 31 586       | 69,07        | 31 739      | 69,52       |  |
| Blancs et nuls | Blancs et nuls     | Blancs et nuls | 681          | 2,16         | 596         | 1,88        |  |
| Exprimés       | Exprimés           | Exprimés       | 30 905       | 97,84        | 31 143      | 98,12       |  |

Le suppléant de Louis Bréchard était le Docteur Paul Durand, conseiller général du canton de Belleville.

### Élections de 1962
| Candidat       | Candidat               | Parti          | Premier tour | Premier tour | Second tour | Second tour |  |
| Candidat       | Candidat               | Parti          | Voix         | %            | Voix        | %           |  |
| -------------- | ---------------------- | -------------- | ------------ | ------------ | ----------- | ----------- |  |
|                | Charles Germain élu    | Modérés (MRP)  | 8 431        | 33,33        | 15 829      | 57,14       |  |
|                | Joseph Rosselli        | Radsoc         | 5 356        | 21,17        | 11 872      | 42,86       |  |
|                | Louis Bréchard sortant | CNIP           | 5 187        | 20,51        | Retrait     | Retrait     |  |
|                | Louis Orizet           | UNR-UDT        | 3 424        | 13,54        | Retrait     | Retrait     |  |
|                | Georges Chuitel        | PCF            | 2 896        | 11,45        | Retrait     | Retrait     |  |
|                |                        |                |              |              |             |             |  |
| Inscrits       | Inscrits               | Inscrits       | 45 748       | 100,00       | 45 646      | 100,00      |  |
| Abstentions    | Abstentions            | Abstentions    | 18 147       | 39,67        | 16 988      | 37,22       |  |
| Votants        | Votants                | Votants        | 27 601       | 60,33        | 28 658      | 62,78       |  |
| Blancs et nuls | Blancs et nuls         | Blancs et nuls | 2 307        | 8,36         | 957         | 3,34        |  |
| Exprimés       | Exprimés               | Exprimés       | 25 294       | 91,64        | 27 701      | 96,66       |  |

Le suppléant de Charles Germain était Aimé Laurent, exploitant agricole.

### Élections de 1967
| Candidat       | Candidat                | Parti          | Premier tour | Premier tour | Second tour | Second tour |  |
| Candidat       | Candidat                | Parti          | Voix         | %            | Voix        | %           |  |
| -------------- | ----------------------- | -------------- | ------------ | ------------ | ----------- | ----------- |  |
|                | Joseph Rosselli élu     | FGDS (Radical) | 12 883       | 36,76        | 21 684      | 60,84       |  |
|                | Charles Germain sortant | RI             | 11 911       | 33,99        | 13 958      | 39,16       |  |
|                | Georges Auroux          | PCF            | 5 414        | 15,45        | Retrait     | Retrait     |  |
|                | Michel Lamy             | CD (PDM)       | 4 837        | 13,8         | Retrait     | Retrait     |  |
|                |                         |                |              |              |             |             |  |
| Inscrits       | Inscrits                | Inscrits       | 47 477       | 100,00       | 47 465      | 100,00      |  |
| Abstentions    | Abstentions             | Abstentions    | 11 557       | 24,34        | 10 798      | 22,75       |  |
| Votants        | Votants                 | Votants        | 35 920       | 75,66        | 36 667      | 77,25       |  |
| Blancs et nuls | Blancs et nuls          | Blancs et nuls | 875          | 2,44         | 1 025       | 2,8         |  |
| Exprimés       | Exprimés                | Exprimés       | 35 045       | 97,56        | 35 642      | 97,2        |  |

Le suppléant de Joseph Rosselli était Robert Gambin, SFIO, directeur de maison de jeunes, adjoint au maire de Villefranche-sur-Saône.

### Élections de 1968
| Candidat       | Candidat                | Parti          | Premier tour | Premier tour | Second tour | Second tour |  |
| Candidat       | Candidat                | Parti          | Voix         | %            | Voix        | %           |  |
| -------------- | ----------------------- | -------------- | ------------ | ------------ | ----------- | ----------- |  |
|                | Gérard Ducray élu       | RI (URP)       | 13 899       | 38,42        | 18 618      | 51,63       |  |
|                | Joseph Rosselli sortant | FGDS (Radical) | 11 741       | 32,46        | 17 445      | 48,37       |  |
|                | Louis Bréchard          | CNIP (PDM)     | 5 185        | 14,33        | Retrait     | Retrait     |  |
|                | Georges Auroux          | PCF            | 4 372        | 12,09        |             |             |  |
|                | Gabriel Raquin          | PSU            | 977          | 2,7          |             |             |  |
|                |                         |                |              |              |             |             |  |
| Inscrits       | Inscrits                | Inscrits       | 47 023       | 100,00       | 47 025      | 100,00      |  |
| Abstentions    | Abstentions             | Abstentions    | 10 275       | 21,85        | 10 376      | 22,06       |  |
| Votants        | Votants                 | Votants        | 36 748       | 78,15        | 36 649      | 77,94       |  |
| Blancs et nuls | Blancs et nuls          | Blancs et nuls | 574          | 1,56         | 586         | 1,6         |  |
| Exprimés       | Exprimés                | Exprimés       | 36 174       | 98,44        | 36 063      | 98,4        |  |

Le suppléant de Gérard Ducray était le Docteur Robert Bruyère, médecin au Perréon.

### Élections de 1973
| Candidat       | Candidat                    | Parti          | Premier tour | Premier tour | Second tour | Second tour |  |
| Candidat       | Candidat                    | Parti          | Voix         | %            | Voix        | %           |  |
| -------------- | --------------------------- | -------------- | ------------ | ------------ | ----------- | ----------- |  |
|                | Gérard Ducray sortant réélu | RI (URP)       | 16 866       | 43,76        | 22 884      | 58,08       |  |
|                | André Soulier               | PS (UGSD)      | 7 758        | 20,13        | 16 519      | 41,92       |  |
|                | Joseph Rosselli             | Rad (MR)       | 7 036        | 18,26        | Retrait     | Retrait     |  |
|                | Georges Auroux              | PCF            | 5 025        | 13,04        |             |             |  |
|                | Michel Roccati              | PSU            | 987          | 2,56         |             |             |  |
|                | Claude Nephtali             | LO             | 867          | 2,25         |             |             |  |
|                |                             |                |              |              |             |             |  |
| Inscrits       | Inscrits                    | Inscrits       | 50 510       | 100,00       | 50 508      | 100,00      |  |
| Abstentions    | Abstentions                 | Abstentions    | 11 121       | 22,02        | 10 059      | 19,92       |  |
| Votants        | Votants                     | Votants        | 39 389       | 77,98        | 40 449      | 80,08       |  |
| Blancs et nuls | Blancs et nuls              | Blancs et nuls | 850          | 2,16         | 1 046       | 2,59        |  |
| Exprimés       | Exprimés                    | Exprimés       | 38 539       | 97,84        | 39 403      | 97,41       |  |

Gérard Ducray est nommé secrétaire d'État chargé du Tourisme au sein du premier gouvernement Jacques Chirac. Son suppléant Serge Mathieu, technicien viticole et maire de Corcelles-en-Beaujolais, le remplace alors au poste de député du 9 juillet 1974 au 13 octobre 1976.

### Élection partielle de 1976
Une élection partielle est organisée les 14 et 21 novembre 1976 à la suite de la démission de Serge Mathieu.
| Candidat                                               | Candidat              | Parti          | Premier tour | Premier tour | Second tour | Second tour |  |
| Candidat                                               | Candidat              | Parti          | Voix         | %            | Voix        | %           |  |
| ------------------------------------------------------ | --------------------- | -------------- | ------------ | ------------ | ----------- | ----------- |  |
|                                                        | Gérard Ducray sortant | RI             | 14 429       | 44,86        | 17 884      | 48,65       |  |
|                                                        | André Poutissou élu   | PS             | 11 125       | 34,58        | 20 449      | 51,35       |  |
|                                                        | Jean Vilanova         | PCF            | 3 317        | 10,31        |             |             |  |
|                                                        | Claude Cimetière      | MRG            | 1 327        | 4,12         |             |             |  |
|                                                        | Christian Baeckeroot  | FN             | 716          | 2,22         |             |             |  |
|                                                        | Gérard Dubreuil       | PSU            | 643          | 1,99         |             |             |  |
|                                                        | Evelyne Couzon        | LO             | 607          | 1,88         |             |             |  |
|                                                        |                       |                |              |              |             |             |  |
| Inscrits                                               | Inscrits              | Inscrits       | 55 446       | 100,00       | 55 444      | 100,00      |  |
| Abstentions                                            | Abstentions           | Abstentions    | 22 327       | 40,27        | 16 266      | 29,34       |  |
| Votants                                                | Votants               | Votants        | 33 119       | 59,73        | 39 178      | 70,66       |  |
| Blancs et nuls                                         | Blancs et nuls        | Blancs et nuls | 955          | 2,88         | 845         | 2,16        |  |
| Exprimés                                               | Exprimés              | Exprimés       | 32 164       | 97,12        | 38 333      | 97,84       |  |
| Source : Le Monde, éditions des 16 et 23 novembre 1976 |                       |                |              |              |             |             |  |

Paul Geoffroy, maire de Chiroubles, était le suppléant d'André Poutissou.

### Élections de 1978
| Candidat       | Candidat                | Parti          | Premier tour | Premier tour | Second tour | Second tour |  |
| Candidat       | Candidat                | Parti          | Voix         | %            | Voix        | %           |  |
| -------------- | ----------------------- | -------------- | ------------ | ------------ | ----------- | ----------- |  |
|                | André Poutissou sortant | PS             | 14 106       | 32,04        | 22 426      | 45,31       |  |
|                | Francisque Perrut élu   | UDF (PR)       | 13 252       | 30,1         | 27 070      | 54,69       |  |
|                | Jean-Paul Gasquet       | RPR            | 6 741        | 15,31        |             |             |  |
|                | Éléonor Dargaud         | PCF            | 5 528        | 12,56        |             |             |  |
|                | Bernard Dumontet        | Écologie 78    | 2 074        | 4,71         |             |             |  |
|                | Évelyne Couzon          | LO             | 839          | 1,91         |             |             |  |
|                | Christian Baeckeroot    | FN             | 620          | 1,41         |             |             |  |
|                | Dominique Chardon-Robin | PSU (FA)       | 618          | 1,4          |             |             |  |
|                | Bernard Rey             | UOPDP          | 251          | 0,57         |             |             |  |
|                |                         |                |              |              |             |             |  |
| Inscrits       | Inscrits                | Inscrits       | 59 518       | 100,00       | 59 579      | 100,00      |  |
| Abstentions    | Abstentions             | Abstentions    | 11 974       | 20,12        | 9 232       | 15,5        |  |
| Votants        | Votants                 | Votants        | 47 544       | 79,88        | 50 347      | 84,5        |  |
| Blancs et nuls | Blancs et nuls          | Blancs et nuls | 3 515        | 7,39         | 851         | 1,69        |  |
| Exprimés       | Exprimés                | Exprimés       | 44 029       | 92,61        | 49 496      | 98,31       |  |

Le suppléant de Francisque Perrut était Charles Bréchard, vigneron à Chamelet.

### Élections de 1981
|                | Francisque Perrut sortant réélu | UDF (PR)       | 21 354 | 51,93  |  |  |  |
|                | Paul Bacot                      | PS             | 13 839 | 33,66  |  |  |  |
|                | Éléanor Dargaud                 | PCF            | 3 839  | 9,34   |  |  |  |
|                | Jean-Paul Sirieix               | MÉP            | 1 453  | 3,53   |  |  |  |
|                | Evelyne Couzon                  | LO             | 633    | 1,54   |  |  |  |
|                |                                 |                |        |        |  |  |  |
| Inscrits       | Inscrits                        | Inscrits       | 61 856 | 100,00 |  |  |  |
| Abstentions    | Abstentions                     | Abstentions    | 20 274 | 32,78  |  |  |  |
| Votants        | Votants                         | Votants        | 41 582 | 67,22  |  |  |  |
| Blancs et nuls | Blancs et nuls                  | Blancs et nuls | 464    | 1,12   |  |  |  |
| Exprimés       | Exprimés                        | Exprimés       | 41 118 | 98,88  |  |  |  |

Le suppléant de Francisque Perrut était Charles Bréchard.

### Élections de 1988
|                | Jean Besson sortant réélu | RPR (URC)      | 23 232 | 56,09  |  |  |  |
|                | Yvette Perrin-Riss        | PS             | 11 592 | 27,99  |  |  |  |
|                | Alain Ruet                | FN             | 4 601  | 11,11  |  |  |  |
|                | Henri Malod               | PCF            | 1 996  | 4,82   |  |  |  |
|                |                           |                |        |        |  |  |  |
| Inscrits       | Inscrits                  | Inscrits       | 64 149 | 100,00 |  |  |  |
| Abstentions    | Abstentions               | Abstentions    | 22 119 | 34,48  |  |  |  |
| Votants        | Votants                   | Votants        | 42 030 | 65,52  |  |  |  |
| Blancs et nuls | Blancs et nuls            | Blancs et nuls | 609    | 1,45   |  |  |  |
| Exprimés       | Exprimés                  | Exprimés       | 41 421 | 98,55  |  |  |  |

Le suppléant de Jean Besson était Georges Barriol, Directeur de la Maison familiale d'horticulture, conseiller général du canton de Vaugneray, adjoint au maire de Sainte-Consorce.

### Élections de 1993
| Candidat       | Candidat                  | Parti          | Premier tour | Premier tour | Second tour | Second tour |  |
| Candidat       | Candidat                  | Parti          | Voix         | %            | Voix        | %           |  |
| -------------- | ------------------------- | -------------- | ------------ | ------------ | ----------- | ----------- |  |
|                | Jean Besson sortant réélu | RPR            | 20 974       | 43,17        | 23 751      | 100,00      |  |
|                | Michel Thiers             | UDF (CDS)      | 7 430        | 15,29        | Retrait     | Retrait     |  |
|                | Laurence Darteil          | GÉ (EÉ)        | 6 213        | 12,79        |             |             |  |
|                | François Taveau           | FN             | 6 013        | 12,38        |             |             |  |
|                | Guy Orlandini             | PS (ADFP)      | 5 287        | 10,88        |             |             |  |
|                | Michel Frenéat            | PCF            | 2 045        | 4,21         |             |             |  |
|                | Henriette Bouchaud        | LT-LNÉ         | 618          | 1,27         |             |             |  |
|                |                           |                |              |              |             |             |  |
| Inscrits       | Inscrits                  | Inscrits       | 70 780       | 100,00       | 70 768      | 100,00      |  |
| Abstentions    | Abstentions               | Abstentions    | 20 155       | 28,48        | 37 258      | 52,65       |  |
| Votants        | Votants                   | Votants        | 50 625       | 71,52        | 33 510      | 47,35       |  |
| Blancs et nuls | Blancs et nuls            | Blancs et nuls | 2 045        | 4,04         | 9 759       | 29,12       |  |
| Exprimés       | Exprimés                  | Exprimés       | 48 580       | 95,96        | 23 751      | 70,88       |  |

Le suppléant de Jean Besson était Georges Barriol.

### Élections de 1997
| Candidat       | Candidat                  | Parti          | Premier tour | Premier tour | Second tour | Second tour |  |
| Candidat       | Candidat                  | Parti          | Voix         | %            | Voix        | %           |  |
| -------------- | ------------------------- | -------------- | ------------ | ------------ | ----------- | ----------- |  |
|                | Jean Besson sortant réélu | RPR            | 19 493       | 40,47        | 30 454      | 62,55       |  |
|                | Christian Bonnet          | PS             | 9 644        | 20,02        | 18 235      | 37,45       |  |
|                | Jean-Paul Veyrard         | FN             | 8 117        | 16,85        |             |             |  |
|                | Marguerite Chichereau     | Les Verts      | 3 168        | 6,58         |             |             |  |
|                | Gilles Pereyron           | PCF            | 2 497        | 5,18         |             |             |  |
|                | Yves Cuerq                | LDI (MPF)      | 2 173        | 4,51         |             |             |  |
|                | Jean-Paul Desroches       | GÉ             | 1 549        | 3,22         |             |             |  |
|                | Gilles Dabonot            | US4J           | 1 039        | 2,16         |             |             |  |
|                | Christian Pizot           | Extrême droite | 300          | 0,62         |             |             |  |
|                | Marie-Josèphe Châteaux    | PLN            | 191          | 0,4          |             |             |  |
|                |                           |                |              |              |             |             |  |
| Inscrits       | Inscrits                  | Inscrits       | 73 412       | 100,00       | 73 409      | 100,00      |  |
| Abstentions    | Abstentions               | Abstentions    | 22 816       | 31,08        | 21 711      | 29,58       |  |
| Votants        | Votants                   | Votants        | 50 596       | 68,92        | 51 698      | 70,42       |  |
| Blancs et nuls | Blancs et nuls            | Blancs et nuls | 2 425        | 4,79         | 3 009       | 5,82        |  |
| Exprimés       | Exprimés                  | Exprimés       | 48 171       | 95,21        | 48 689      | 94,18       |  |

Le suppléant de Jean Besson était Christophe Guilloteau, assistant parlementaire, élu conseiller régional en 1998 et conseiller municipal de Vaugneray en 2001.

### Élections de 2002
| Candidat       | Candidat                  | Parti            | Premier tour | Premier tour | Second tour | Second tour |  |
| Candidat       | Candidat                  | Parti            | Voix         | %            | Voix        | %           |  |
| -------------- | ------------------------- | ---------------- | ------------ | ------------ | ----------- | ----------- |  |
|                | Jean Besson sortant réélu | UMP              | 21 950       | 40,69        | 29 651      | 65,4        |  |
|                | Jean-Charles Kohlhaas     | Les Verts (PS)   | 10 694       | 19,82        | 15 689      | 34,6        |  |
|                | Marie Chameau             | FN               | 6 420        | 11,9         |             |             |  |
|                | Yves Hartemann            | UDF              | 5 831        | 10,81        |             |             |  |
|                | Pierre Delacroix          | Divers droite    | 3 368        | 6,24         |             |             |  |
|                | Gilles Pereyron           | PCF              | 1 170        | 2,17         |             |             |  |
|                | Christiane Bert           | LCR              | 1 142        | 2,12         |             |             |  |
|                | Thierry Rochefort         | Pôle républicain | 821          | 1,52         |             |             |  |
|                | Sylvie Claer              | LT-LNÉ           | 583          | 1,08         |             |             |  |
|                | Yves Crubellier           | MNR              | 554          | 1,03         |             |             |  |
|                | Didier Machou             | LO               | 430          | 0,8          |             |             |  |
|                | Marguerite Prandini       | MÉI              | 341          | 0,63         |             |             |  |
|                | Jacques Passera           | GÉ               | 223          | 0,41         |             |             |  |
|                | Bernard Avrillon          | Divers           | 215          | 0,4          |             |             |  |
|                | Jean-Jacques Beliah       | PT               | 201          | 0,37         |             |             |  |
|                |                           |                  |              |              |             |             |  |
| Inscrits       | Inscrits                  | Inscrits         | 81 521       | 100,00       | 81 459      | 100,00      |  |
| Abstentions    | Abstentions               | Abstentions      | 26 742       | 32,8         | 34 584      | 42,46       |  |
| Votants        | Votants                   | Votants          | 54 779       | 67,2         | 46 875      | 57,54       |  |
| Blancs et nuls | Blancs et nuls            | Blancs et nuls   | 836          | 1,53         | 1 535       | 3,27        |  |
| Exprimés       | Exprimés                  | Exprimés         | 53 943       | 98,47        | 45 340      | 96,73       |  |

Le suppléant de Jean Besson était Christophe Guilloteau.

### Élections de 2007
| Candidat       | Candidat                            | Parti          | Premier tour | Premier tour | Second tour | Second tour |  |
| Candidat       | Candidat                            | Parti          | Voix         | %            | Voix        | %           |  |
| -------------- | ----------------------------------- | -------------- | ------------ | ------------ | ----------- | ----------- |  |
|                | Christophe Guilloteau sortant réélu | UMP            | 26 708       | 47,84        | 32 514      | 63,99       |  |
|                | Florence Perrin                     | PS             | 9 964        | 17,85        | 18 295      | 36,01       |  |
|                | Yves Hartemann                      | UDF–MoDem      | 7 309        | 13,09        |             |             |  |
|                | Georges Barriol                     | Divers droite  | 3 473        | 6,22         |             |             |  |
|                | Jean-Charles Kohlhaas               | Les Verts      | 2 480        | 4,44         |             |             |  |
|                | Agnès Marion                        | FN             | 2 407        | 4,31         |             |             |  |
|                | Christiane Bert                     | LCR            | 941          | 1,69         |             |             |  |
|                | Hélène Troncin                      | PCF            | 828          | 1,48         |             |             |  |
|                | David Hornus                        | MPF            | 677          | 1,21         |             |             |  |
|                | Bruno Cornillet                     | LT-LNÉ         | 435          | 0,78         |             |             |  |
|                | Cécile Faurite                      | LO             | 292          | 0,52         |             |             |  |
|                | Gilles Dufay                        | Divers         | 164          | 0,29         |             |             |  |
|                | Angèle Hodent                       | MNR            | 148          | 0,27         |             |             |  |
|                |                                     |                |              |              |             |             |  |
| Inscrits       | Inscrits                            | Inscrits       | 89 806       | 100,00       | 89 802      | 100,00      |  |
| Abstentions    | Abstentions                         | Abstentions    | 33 473       | 37,27        | 37 527      | 41,79       |  |
| Votants        | Votants                             | Votants        | 56 333       | 62,73        | 52 275      | 58,21       |  |
| Blancs et nuls | Blancs et nuls                      | Blancs et nuls | 507          | 0,9          | 1 466       | 2,8         |  |
| Exprimés       | Exprimés                            | Exprimés       | 55 826       | 99,1         | 50 809      | 97,2        |  |

### Élections de 2012
| Candidat       | Candidat                            | Parti          | Premier tour | Premier tour | Second tour | Second tour |  |
| Candidat       | Candidat                            | Parti          | Voix         | %            | Voix        | %           |  |
| -------------- | ----------------------------------- | -------------- | ------------ | ------------ | ----------- | ----------- |  |
|                | Christophe Guilloteau sortant réélu | UMP            | 22 175       | 40,94        | 29 432      | 59,85       |  |
|                | Florence Perrin                     | PS             | 14 080       | 25,99        | 19 745      | 40,15       |  |
|                | Agnès Marion                        | RBM (FN)       | 8 195        | 15,13        |             |             |  |
|                | Roland Crimier                      | CpF (MoDem)    | 3 023        | 5,58         |             |             |  |
|                | Véronique Hartmann                  | EÉLV           | 2 704        | 4,99         |             |             |  |
|                | Hélène Troncin                      | FG (PCF)       | 1 860        | 3,43         |             |             |  |
|                | Fabrice Bouchut                     | DLR            | 846          | 1,56         |             |             |  |
|                | Gilles Rossary-Lenglet              | MRC ,          | 468          | 0,86         |             |             |  |
|                | Michèle Pettinelli                  | LT-LNÉ         | 448          | 0,83         |             |             |  |
|                | Odile Mirguet                       | POI            | 151          | 0,28         |             |             |  |
|                | Gilles Bompard                      | LO             | 128          | 0,24         |             |             |  |
|                | Béatrice Decrept,                   | PCD            | 45           | 0,08         |             |             |  |
|                | Chantal Dombret-Bigot               | CNIP           | 44           | 0,08         |             |             |  |
|                | Michèle Brun                        | RIC            | 0            | 0,00         |             |             |  |
|                | Sandrine Charvolin                  | AÉI            | 0            | 0,00         |             |             |  |
|                |                                     |                |              |              |             |             |  |
| Inscrits       | Inscrits                            | Inscrits       | 89 520       | 100,00       | 89 518      | 100,00      |  |
| Abstentions    | Abstentions                         | Abstentions    | 34 898       | 38,98        | 39 144      | 43,73       |  |
| Votants        | Votants                             | Votants        | 54 622       | 61,02        | 50 374      | 56,27       |  |
| Blancs et nuls | Blancs et nuls                      | Blancs et nuls | 455          | 0,83         | 1 197       | 2,38        |  |
| Exprimés       | Exprimés                            | Exprimés       | 54 167       | 99,17        | 49 177      | 97,62       |  |

### Élections de 2017
|                                                                      | |                           |                           |                          |                          |
|                                                                      | | Premier tour 11 juin 2017 | Premier tour 11 juin 2017 | Second tour 18 juin 2017 | Second tour 18 juin 2017 |
|                                                                      | |                           |                           |                          |                          |
|                                                                      | | Nombre                    | % des inscrits            | Nombre                   | % des inscrits           |
| Inscrits                                                             | Inscrits | 95 274                    | 100,00                    | 95 268                   | 100,00                   |
| Abstentions                                                          | Abstentions | 44 855                    | 47,08                     | 53 226                   | 55,87                    |
| Votants                                                              | Votants | 50 419                    | 52,92                     | 42 042                   | 44,13                    |
|                                                                      | |                           | % des votants             |                          | % des votants            |
| Bulletins blancs                                                     | Bulletins blancs                                                                                                  | 482                       | 0,96                      | 2 784                    | 6,62                     |
| Bulletins nuls                                                       | Bulletins nuls | 152                       | 0,30                      | 880                      | 2,09                     |
| Suffrages exprimés                                                   | Suffrages exprimés                                                                                                | 49 785                    | 98,74                     | 38 378                   | 91,28                    |
|                                                                      | |                           |                           |                          |                          |
| Candidat Étiquette politique (partis et alliances)                   | Candidat Étiquette politique (partis et alliances)                                                                | Voix                      | % des exprimés            | Voix                     | % des exprimés           |
|                                                                      | |                           |                           |                          |                          |
|                                                                      | Thomas Gassilloud La République en marche                                                                         | 23 230                    | 46,66                     | 24 498                   | 63,83                    |
|                                                                      | Sophie Cruz Les Républicains (Union des démocrates et indépendants)                                               | 9 658                     | 19,40                     | 13 880                   | 36,17                    |
|                                                                      | Agnès Marion Front national                                                                                       | 5 865                     | 11,78                     |                          |                          |
|                                                                      | Olivier Daudé La France insoumise                                                                                 | 4 763                     | 9,57                      |                          |                          |
|                                                                      | Victor Fornito Europe Écologie Les Verts (Parti socialiste)                                                       | 3 020                     | 6,07                      |                          |                          |
|                                                                      | Nadia Si Ahmed Écologiste (Mouvement écologiste indépendant - Confédération pour l'homme, l'animal et la planète) | 730                       | 1,47                      |                          |                          |
|                                                                      | Gerbert Rambaud Debout la France                                                                                  | 725                       | 1,46                      |                          |                          |
|                                                                      | Alain Fumey Divers droite (Parti chrétien-démocrate)                                                              | 489                       | 0,98                      |                          |                          |
|                                                                      | Frédérique Gallien Parti communiste français                                                                      | 466                       | 0,94                      |                          |                          |
|                                                                      | Marion Gineys Divers (Union populaire républicaine)                                                               | 321                       | 0,64                      |                          |                          |
|                                                                      | Maurice Clemencon Extrême droite (Jeanne)                                                                         | 289                       | 0,58                      |                          |                          |
|                                                                      | Gilles Bompard Lutte ouvrière                                                                                     | 229                       | 0,46                      |                          |                          |
| Source : Ministère de l'Intérieur - Dixième circonscription du Rhône | |                           |                           |                          |                          |

### Élections de 2022
| Résultats des élections législatives des 12 et 19 juin 2022 de la 10e circonscription du Rhône |                          |                          |                          |              |              |             |             |
| Candidat                                                                                       | Candidat                 | Parti et coalition       | Nuance                   | Premier tour | Premier tour | Second tour | Second tour |
| Candidat                                                                                       | Candidat                 | Parti et coalition       | Nuance                   | Voix         | %            | Voix        | %           |
|                                                                                                | Thomas Gassilloud        | Agir (ENS)               | ENS                      | 18 630       | 36,10        | 30 089      | 65,31       |
|                                                                                                | Michèle Édery            | PS (NUPES)               | NUP                      | 11 640       | 22,56        | 15 985      | 34,69       |
|                                                                                                | Sophie Cruz              | LR (UDC)                 | LR                       | 8 295        | 16,07        |             |             |
|                                                                                                | Agnès Marion             | REC                      | REC                      | 5 834        | 11,31        |             |             |
|                                                                                                | Gerbert Rambaud          | DLF (UPF)                | DSV                      | 4 063        | 7,87         |             |             |
|                                                                                                | Xavier Ulubas            | EAC                      | ECO                      | 1 597        | 3,09         |             |             |
|                                                                                                | Fatiha Chanelet          | RES                      | DVD                      | 598          | 1,16         |             |             |
|                                                                                                | Sébastien Ruiz           | PA                       | ECO                      | 497          | 0,96         |             |             |
|                                                                                                | Gilles Bompard           | LO                       | DXG                      | 448          | 0,87         |             |             |
| Votes valides                                                                                  | Votes valides            | Votes valides            | Votes valides            | 51 602       | 98,48        | 46 074      | 46,35       |
| Votes blancs                                                                                   | Votes blancs             | Votes blancs             | Votes blancs             | 633          | 1,21         | 2 414       | 4,90        |
| Votes nuls                                                                                     | Votes nuls               | Votes nuls               | Votes nuls               | 162          | 0,31         | 806         | 1,64        |
| Total                                                                                          | Total                    | Total                    | Total                    | 52 397       | 100          | 49 294      | 100         |
| Abstention                                                                                     | Abstention               | Abstention               | Abstention               | 46 997       | 47,28        | 50 121      | 50,42       |
| Inscrits / participation                                                                       | Inscrits / participation | Inscrits / participation | Inscrits / participation | 99 394       | 52,72        | 1,64        | 49,58       |

### Elections de 2024
| Candidat | Candidat                  | Parti          | Premier tour | Premier tour | Second tour | Second tour |  |
| Candidat | Candidat                  | Parti          | Voix         | %            | Voix        | %           |  |
| --- | ------------------------- | -------------- | ------------ | ------------ | ----------- | ----------- |  |
| | Thomas Gassilloud sortant | Agir (ENS)     | 23 963       | 32,54 %      |             |             |  |
| | Cécile Patout             | RN             | 22 941       | 31,15        |             |             |  |
| | Florence Perrin           | PS (NFP)       | 17 412       | 23,64        |             |             |  |
| | Sophie Cruz               | LR             | 6 689        | 9,08         |             |             |  |
| | David Hornus              | Divers droite  | 1 296        | 1,76         |             |             |  |
| | Irène Berenyi Geley       | REC            | 788          | 1,07         |             |             |  |
| | Gilles Bompard            | LO             | 551          | 0,75         |             |             |  |
| |                           |                |              |              |             |             |  |
| Inscrits | Inscrits                  | Inscrits       | 99 044       | 100,00       |             | 100,00      |  |
| Abstentions | Abstentions               | Abstentions    | 24 116       | 24,35        |             |             |  |
| Votants | Votants                   | Votants        | 74 928       | 75,65        |             |             |  |
| Blancs et nuls | Blancs et nuls            | Blancs et nuls | 1 288        | 1,72         |             |             |  |
| Exprimés | Exprimés                  | Exprimés       | 73 640       | 98,28        |             |             |  |
| Source : https://www.resultats-elections.interieur.gouv.fr/legislatives2024/ensemble_geographique/84/69/6910/index.html |                           |                |              |              |             |             |  |

#### Département du Rhône
- La fiche de l'INSEE de cette circonscription : « Tableaux et Analyses de la dixième circonscription du Rhône », sur insee.fr, site de l'Institut national de la statistique et des études économiques (consulté le 10 juin 2007) [PDF]
- « Tous les députés du département du Rhône depuis 1789 », sur assemblee-nationale.fr, site de l'Assemblée nationale française (consulté le 10 juin 2007)
- « Informations contentieuses sur le département du Rhône (Élections législatives de 2002) »(Archive.org • Wikiwix • Archive.is • Google • Que faire ?), sur conseil-constitutionnel.fr, site du Conseil constitutionnel (consulté le 13 juin 2007)

#### Circonscriptions en France
- « Carte des circonscriptions législatives en France », sur assemblee-nationale.fr, site de l'Assemblée nationale française (consulté le 10 juin 2007)
- « Résultats électoraux officiels en France »(Archive.org • Wikiwix • Archive.is • Google • Que faire ?), sur interieur.gouv.fr, site du ministère de l'Intérieur (France) (consulté le 13 juin 2007)
- Description et Atlas des circonscriptions électorales de France sur http://www.atlaspol.com, Atlaspol, site de cartographie géopolitique, consulté le 13 juin 2007.